# معبد شش درخت انجیر
معبد شش درخت انجیر (انگلیسی: Temple of the Six Banyan Trees) یک معبد بودایی در شهر گوانگ‌ژو، چین است.
این معبد در سال ۵۳۷ میلادی ساخته شده و یکی از مراکز گردشگری شهر گوانگ‌ژو محسوب میشود.